# Seznam písní Karla Šípa
Toto je seznam písňové tvorby, ke které napsal text nebo které nazpíval Karel Šíp.

## Seznam
poz. - píseň - interpret - (autor hudby-h:)
(h:/) - doposud nezjištěný autor hudby
- (na doplnění)

## A
- Ať žijou doktoři! - Jaroslav Uhlíř a Karel Šip - (h:Jaroslav Uhlíř)

## B
- Bláznivé milování - Karel Gott - (h:Pavol Habera)

## C
- „Co čtu v novinách“ - Turbo - (Richard Kybic / Karel Šíp)

## Č
- Čas já s tebou podvádím - Karel Gott - (František Janeček / Zdeněk Barták, Karel Šíp)
- Čau lásko - Karel Gott a Marcela Holanová - (h:Karel Svoboda)

## D
- Den zrození (Greensleves) - Karel Gott - (h:Traditional)
- Déšť, vůz a pláč (David's Song) - Daniel Hůlka - (h:Vladimir Cosma)
- Dlouhá míle - Ladislav Křížek - (h:Karel Svoboda)

## Ď
- Ďábelská jízda - Karel Gott - (h:Karel Svoboda)

## F
- Fax mi bejby neposílej - Lucie Bílá a Karel Gott - (h:Karel Svoboda)

## H
- Hold lásce - Lucie Bílá a Karel Gott - (h:Ladislav Škorpík)
- Holky z právnické fakulty - Jaroslav Uhlíř a Karel Šip a Karel Gott - (h:Jaroslav Uhlíř)
- Hou hej, hou všichni tancujou - Petra Janů - (h:Karel Svoboda)
- Hospoda - - (h:Jaroslav Uhlíř)
- Hymna bližních (From A Distance) - Karel Gott - (h:Julie Gold)

## Ch
- Chtěl bych se státi prezidentem - Jaroslav Uhlíř a Karel Šip - (h:Jaroslav Uhlíř)

## I
- Inženýrská - Rangers (Plavci) - (h:Jaroslav Uhlíř)
- Ital nezná ten zázrak- Karel Šíp a Jaroslav Uhlíř a Petra Janů - (h:Salvatore Cutugno)

## J
- Já už nejsem tvá - Marcela Holanová - (h:Karel Svoboda)
- Jsem zase plonk - Turbo - (Richard Kybic / Karel Šíp)

## K
- Kakaová - Karel Gott - (h:Karel Svoboda)
- Když muž se ženou snídá - Karel Gott - (h:Pavol Habera)
- Když přijde láska - Martin Maxa a Robert Papoušek - (h:Martin Maxa)
- K mé lásce schází kód - Petra Janů - (h:Karel Svoboda)
- K mým touhám jsi skoupá - Karel Gott - (h:Daniel Hádl, Solař)
- Krev toulavá - Karel Gott - (h:Karel Svoboda)

## L
- Láska je v zákoutí - Iveta Bartošová  - (h:Pavel Vaculík)
- Lásko vítej - Hana Zagorová - (h:Lešek Wronka)
- Láska je nejkrásnější flám - Poptrio  - (h:Vašek Vašák)

## M
- Madona z nároží - Karel Gott - (h:Pavel Větrovec a Karel Gott)
- Malagou, když struny zvoní (La Malaguena) - Karel Gott - (h:Elpidio Ramírez)
- Mám rád Máchův Máj - Karel Gott - (h:Karel Svoboda)
- Modrá, bílá, červená - Petr Kolář - (h:Karel Svoboda)
- Musíš být jenom má - Karel Gott - (h:Karel Svoboda)
- Mejdan století - Poptrio - (h:Vašek Vašák)
- Mý oči zasypal déšť - Marcela Holanová - (h:Diane Warren)

## N
- Nalít jsem tvarům tvých blůz - Karel Gott - (h:Jiří Pertl)
- Náš song - Karel Gott a Marcela Holanová - (h:Karel Svoboda)
- Nech si krásný sen zdát - Karel Gott - (h:Johannes Brahms)
- Nekoná se - Petra Janů  - (h:Karel Svoboda)
- Nemám hlas jako zvon - Jiří Schelinger - (h:Jiří Schelinger)

## O
- Opona - Hana Zagorová - (h:Jaroslav Uhlíř)
- Odvykám  - Hana Zagorová - (h:Lešek Wronka)
- Óda na lásku - Marcela Holanová - (h:Karel Svoboda)

## P
- Pravda hlásí svůj návrat (Highway To Freedom) - Karel Gott - (h:Dario Farina)
- Proč potápěč pláče - Jiří Schelinger - (h:Daniel Boone)
- Poslední princové - Leona Machálková - (h:Karel Svoboda)
- Půlnoc v motelu Stop - Karel Gott - (h:Karel Svoboda)
- Pláčem - Marcela Holanová - (h:Vašek Vašák)
- Proč nevoní stráň - Marcela Holanová - (h:Vašek Vašák)
- Promiňte pane, co je gól - Jaroslav Uhlíř a Karel Šip - (h:Jaroslav Uhlíř)

## R
- Ráno  - Marcela Holanová - (h:Adelmo Musso)
- René, já a Rudolf  - Jiří Schelinger - (h:Jaroslav Uhlíř)
- Restaurace na růžku - Jaroslav Uhlíř a Karel Šip - (h:Jaroslav Uhlíř)

## S
- Sbohem všem láskám dej - Petra Janů - (h:Karel Svoboda)
- Sláva jsou bály - Marcela Holanová - (h:Jiří Zmožek)
- Souznění - Daniel Hůlka a Karel Gott - (h:Karel Svoboda)
- Správná noc - Karel Gott - (h:Karel Svoboda)
- Sto lásek měj - Karel Gott - (h:Ladislav Škorpík)
- Supermaxiluftbalón - Petra Janů a Jaromír Hanzlík - (h:Karel Svoboda)
- Svým láskám stloukám kříž - Karel Gott - (h:Barták, Hicks)

## Š
- Šlapací kolo - Jan John - (h:Evan Jones & Idris)

## T
- Totální láska - Věra Špinarová - (h:Jaroslav Uhlíř)
- Téma na román - Karel Gott - (h:Karel Svoboda)

## V
- V Betlémě včetně mě jásají (Susanni) - Karel Gott - (h:Martin Luther)
- Vnímám to rád - Karel Gott - (h:Karel Svoboda)
- Vstříc náhodám (Sweet Caroline) - Karel Gott - (h:Neil Diamond)

## Z
- Zas budeš krásná (The Sun Ain't Shine Anymore) - Karel Gott - (h:Bob Gaudio)
- Zbláznění - Petr Novák a George and Beatovens - (h:Jaroslav Uhlíř)
- Zkrásnělas - Bohuš Matuš - (h:Karel Svoboda)
- Zpívej, kdo jsi sparťanem - (h:Karel Svoboda)

## Ž
- Žárlím - Marcela Holanová - (h:Pavel Vaculík)
- Žít - Karel Gott - (h:Karel Svoboda)
- Žízeň lásky - Leona Machálková - (h:Giorgio Moroder)